# Jacques Chastenet
Pour les articles homonymes, voir Chastenet et Castaing.
Jacques Chastenet de Castaing, né le 20 avril 1893 à Paris 8e et mort le 7 février 1978 à Paris 9e, est un historien, diplomate, journaliste et académicien français.

## Biographie

### Milieu social et formation
Fils du député puis sénateur de la Gironde Guillaume Chastenet de Castaing, Jacques Chastenet, après des études secondaires au lycée Condorcet, étudie à la faculté des lettres de Paris (licencié ès lettres en 1911, en histoire), à la faculté de droit de Paris et à l'École libre des sciences politiques, d'où il sort second de la section finances publiques en 1913.
Mobilisé lors de la Première Guerre mondiale, il sert comme officier d'artillerie et termine la guerre avec la croix de guerre et la Légion d'honneur. Il termine ensuite ses études en obtenant son doctorat en droit. Il réussit aussi le concours des affaires étrangères, pour lequel il est reçu premier.

### Diplomate, hommes d'affaires, journaliste et directeur de journal
Il entre ensuite dans la carrière diplomatique, durant quelques années, comme secrétaire d'ambassade. En 1921, il est secrétaire général de la Haute Commission militaire alliée des territoires rhénans.
Il abandonne ensuite la carrière pour les affaires et le journalisme. Il se spécialise dans la politique étrangère : il est rédacteur diplomatique à l'Opinion (1924-30) puis à la Revue politique et parlementaire de 1930 à 1931.
En même temps, il se met au service des industriels du charbon : il est sous-directeur du Groupement des houillères du Nord et du Pas-de-Calais puis directeur de 1924 à 1930 de l'Union des mines, une filiale financière du Comité central des houillères de France. Et aussi administrateur de diverses sociétés liées à l'Union des mines,.
C'est à ce double titre qu'il est choisi en 1931 par les propriétaires du quotidien Le Temps, – Henri de Peyerimhoff de Fontenelle, du Comité central des houillères de France, et François de Wendel, du Comité des forges, – pour devenir codirecteur de ce journal influent, aux côtés d'Émile Mireaux ; ce que d'aucuns, à l'époque, voient comme une mainmise du patronat houiller et sidérurgique sur le quotidien,,,,,.
Le 28 novembre 1942, en réponse à l'invasion allemande de la zone Sud, les deux codirecteurs sabordèrent le journal.

### Historien académique et engagé après la guerre
Il est élu à l’Académie des sciences morales et politiques en 1947 et à l’Académie française en novembre 1956.
Il joue encore un rôle politique après guerre en étant notamment conseiller de l’Union française entre 1952 et 1958, désigné par le groupe des indépendants (droite). Il collabore à plusieurs périodiques, Écrits de Paris, l'hebdomadaire anticommuniste Exil et liberté, Paris-Presse - il propose en 1953 un retrait partiel de l'Indochine et que les soldats français y soient remplacés par l'armée américaine - et aussi la Revue des deux mondes, fief de la droite académique.
Membre du comité supérieur du Centre des hautes études américaines, il cosigne en 1954 et en 1962 les appels à l'union transatlantique (avec les États-Unis) lancés par le Mouvement pour l'union transatlantique,. Il est aussi membre du Conseil français du Mouvement européen, vice-président puis président d'honneur de la Ligue européenne pour la coopération économique et président du Comité France-Amérique en 1967-68,.
En octobre 1960, il signe un manifeste d'intellectuels partisans de l'Algérie française et hostiles au Manifeste des 121. Il est ensuite membre du comité de patronage de l'Union française pour l'amnistie.
Attaché à sa région d'origine, il possédait une propriété de famille près de Libourne (Gironde), sur la commune de Saillans. Il fut nommé président d'honneur de la Société historique et archéologique de Libourne en 1957.
En avril 1971, il cosigne l'« appel aux enseignants » lancé par l'Institut d'études occidentales après la démission de Robert Flacelière de la direction de l'École normale supérieure.
Son épouse est décédée en 1987.

## Publications
- 1918 : Du Sénat constitué en Cour de Justice.
- 1941 : William Pitt (Fayard), Prix Thérouanne en 1942.
- 1943 : Godoy, Prince de la Paix (Fayard).
- 1945 : Vingt ans d’histoire diplomatique, 1919-1939 (Le Milieu du monde).
- 1945 : Wellington (Fayard).
- 1946 : Le Parlement d’Angleterre (Fayard).
- 1946 : Les Grandes heures de Guyenne (Colbert).
- 1947 : Le Siècle de Victoria (Fayard).
- 1948 : Raymond Poincaré (Julliard).
- 1949 : La France de M. Fallières (Fayard).
- 1952 : Histoire de la IIIe République, Tome I. L’Enfance de la Troisième (1870--1879) (Hachette).
- 1953 : Elisabeth Ire (Fayard).
- 1954 : Histoire de la IIIe République, Tome II. La République des Républicains (1879-1893) (Hachette).
- 1955 : Histoire de la IIIe République, Tome III. La République triomphante (1893-1906) (Hachette).
- 1956 : Winston Churchill.
- 1957 : Histoire de la IIIe République, Tome IV. Jours inquiets et jours sanglants (1906-1918) (Hachette).
- 1958 : Quand le bœuf montait sur le toit.
- 1960 : Histoire de la IIIe République, Tome V. Les Années d’illusion (1918-*1931) (Hachette).
- 1961 : La vie quotidienne en Angleterre au début du Règne de Victoria, 1837-1851 (Hachette).
- 1962 : Histoire de la IIIe République, Tome VI. Déclin de la Troisième (1931-1938) (Hachette).
- 1963 : Histoire de la IIIe République, Tome VII. Le drame final (1938-1940) (Hachette).
- 1964 : La guerre de 1914-1918 (Hachette).
- 1965 : L’Angleterre d’aujourd’hui (Calmann-Lévy).
- 1966 : La vie quotidienne en Espagne au temps de Goya.
- 1967 : Histoire de l’Espagne.
- 1967 : En avant vers l’Ouest. La conquête des États-Unis par les Américains.
- 1968 : Léon Gambetta.
- 1970 : De Pétain à de Gaulle (Fayard).
- 1970 : Cent ans de République, 9 vol. (Tallandier).
- 1972 : Beauvais vingt siècles d'histoire (Actica « Prestige de la Ville »).
- 1974 : Quatre fois vingt ans (Plon).
- 1976 : Une époque de contestation: la monarchie bourgeoise (1830-1848) (Perrin).

## Distinctions
- Grand officier de la Légion d'honneur ;
- Grand-croix de l'ordre national du Mérite ;
- Croix de guerre 1914-1918 ;
- Commandeur de l'ordre des Palmes académiques ;
- Ordre de l'Empire britannique à titre civil, commandeur.

## Hommages
- Rue Jacques-Chastenet, Saillans